# Bombus biroi
Bombus biroi (saknar svenskt namn) är en insekt i överfamiljen bin (Apoidea) och släktet humlor (Bombus) som lever i Centralasien.

## Beskrivning
Färgvariationen är stor hos Bombus biroi. Honorna (drottning och arbetare) har svart huvud, och kan ha helt varmgul mellankropp, de tre främsta tergiterna svarta, följda av två brandgula tergiter och bakkroppsspetsen svart. Det finns också former med mellankroppen varierande från ett svart mittparti på gråvit botten till helt svart mellankropp, och de två främsta tergiterna vita. Bakkroppsspetsen är alltid svart, men tergit 3 till 5 går från brandgult hos de former som bara har delvis svart melankropp, till nästan helt svart med endast en central, brandgul fläck hos den form som har helt svart mellankropp. Av den sistnämnda finns också en form som mar främre delen av den första tergiten svart.
Hanarna har ljusare hår inblandade i den svarta pälsen på huvudet. Mellankroppens behåring varierar från helt varmgul, till varmgul med ett svart band mellan vingfästena. De fyra sista tergiterna (nr 4 till 7) är alltid brandgula, medan de två främsta är varmgula och den tredje tergiten mer eller mindre svart. Typen med helt gul mellankropp har dessutom svarta sidor på den andra tergiten.

## Ekologi
Arten vistas gärna i buskmarker uppe i bergen. I Kashmir har den iakttagits på åtminstone 4 600 meters höjd. Arten samlar nektar och pollen från familjer som gentianaväxter (Swertia petiola) samt flenörtsväxter (Scrophularia pauciflora och Picrorhiza kurrooa).

## Utbredning
Bombus biroi finns i Centralasien från Mongoliet, Himachal Pradesh, Tien Shan, Pamir, Hindu Kush, Kashmir, Ryssland (Altajrepubliken), Afghanistan, Pakistan, Tajikistan, Kirgizistan och Kazakstan.